# Achituv
Achituv (hebrejsky אֲחִיטוּב, v oficiálním přepisu do angličtiny Ahituv) je vesnice typu mošav v Izraeli, v Centrálním distriktu, v Oblastní radě Emek Chefer.

## Geografie
Leží v nadmořské výšce 41 metrů v hustě osídlené a zemědělsky intenzivně využívané pobřežní nížině respektive v Šaronské planině, nedaleko od kopcovitých oblastí podél Zelené linie oddělující vlastní Izrael v mezinárodně uznávaných hranicích od okupovaného Západního břehu Jordánu. Severně od vesnice začíná vádí Nachal Jicchak.
Obec se nachází 12 kilometrů od břehu Středozemního moře, cca 40 kilometrů severovýchodně od centra Tel Avivu, cca 47 kilometrů jižně od centra Haify a 9 kilometrů jihovýchodně od města Chadera. Achituv obývají Židé, přičemž osídlení v tomto regionu je etnicky smíšené. Na východ a jihovýchod od mošavu začíná téměř souvislý pás měst a vesnic obývaných izraelskými Araby – takzvaný Trojúhelník (nejblíže je to město Baka-Džat 4 kilometry odtud). Západním směrem v pobřežní nížině je židovské osídlení.
Achituv je na dopravní síť napojen pomocí místní silnice číslo 581. Východně od mošavu probíhá také dálnice číslo 6 (Transizraelská dálnice).

## Dějiny
Achituv byl založen v roce 1951. Podle jiného zdroje už v roce 1950. Zakladateli vesnice byli židovští přistěhovalci z Iráku. Plocha území pod správou mošavu dosahuje 3000 dunamů (3 kilometry čtvereční). Místní ekonomika se zaměřuje na skleníkové hospodaření. Vesnici obklopují rozsáhlé plochy skleníků. Kromě toho se zde usazují i nové rodiny rezidentů, bez vazby na zemědělství.
Mošav je pojmenován podle biblické postavy „Achítúba“, který je připomínán v První knize Samuelově 14,3

## Demografie
Podle údajů z roku 2014 tvořili naprostou většinu obyvatel v Achituv Židé (včetně statistické kategorie "ostatní", která zahrnuje nearabské obyvatele židovského původu ale bez formální příslušnosti k židovskému náboženství).
Jde o menší sídlo vesnického typu s dlouhodobě rostoucí populací. K 31. prosinci 2014 zde žilo 1045 lidí. Během roku 2014 populace stoupla o 1,4 %.
| Rok            | 1961 | 1972 | 1983 | 1995 | 2001 | 2003 | 2004 | 2005 | 2006 | 2007 | 2008 | 2009 | 2010 | 2011 | 2012 | 2013 | 2014 |
| -------------- | ---- | ---- | ---- | ---- | ---- | ---- | ---- | ---- | ---- | ---- | ---- | ---- | ---- | ---- | ---- | ---- | ---- |
| Počet obyvatel | 614  | 588  | 557  | 566  | 711  | 748  | 775  | 786  | 813  | 858  | 874  | 999  | 999  | 1013 | 1010 | 1031 | 1045 |